# Lepetella laterocompressa
Lepetella laterocompressa is een slakkensoort uit de familie van de Lepetellidae. De wetenschappelijke naam van de soort is voor het eerst geldig gepubliceerd in 1854 door de Rayneval & Ponzi.